# Список депутатов Верховного Совета РСФСР XI созыва
Список депутатов Верховного Совета РСФСР одиннадцатого созыва
| # А Б В Г Д Е Ё Ж З И К Л М Н О П Р С Т У Ф Х Ц Ч Ш Щ Э Ю Я |

## А
1. Абажаев, Леонид Васильевич, Москва
2. Абакумов, Юрий Константинович, Красноярский край
3. Абалишин, Николай Михайлович, Калининская область
4. Агаркова, Лидия Никитична, Амурская область
5. Агеев, Гений Евгеньевич, Горьковская область
6. Акимова, Татьяна Ильинична, Омская область
7. Акиняева, Галина Лукинична, Брянская область
8. Акназаров, Зекерия Шарафутдинович, Башкирская АССР
9. Аксёнов, Владимир Александрович, Красноярский край
10. Албашеев, Константин Андаевич, Бурятская АССР
11. Александров, Николай Степанович, Саратовская область
12. Алексанкин, Александр Васильевич, Новгородская область
13. Алексеев, Михаил Николаевич, Саратовская область
14. Алексеева, Анна Васильевна, Красноярский край
15. Алексеенко, Людмила Александровна, Москва
16. Алексеенко, Татьяна Ивановна, Омская область
17. Алексенцева, Валентина Герасимовна, Оренбургская область
18. Алесковский, Валентин Борисович, Ленинград
19. Алёшин, Георгий Васильевич, Новосибирская область
20. Алёшников, Виталий Сергеевич, Ленинград
21. Алидин, Виктор Иванович, Москва
22. Алиев, Гейдар Алиевич, Алтайский край
23. Алиев, Нариман Абдулхаликович, Дагестанская АССР
24. Алоева, Ирина Григорьевна, Кабардино-Балкарская АССР
25. Амиров, Марс Гизитдинович, Башкирская АССР
26. Ананьев, Анатолий Андреевич, Приморский край
27. Ананьин, Юрий Георгиевич, Кемеровская область
28. Ангельев, Дмитрий Дмитриевич, Ростовская область
29. Андреев, Борис Сергеевич, Ленинград
30. Андрианов, Владимир Владимирович, Башкирская АССР
31. Андрианова, Наталья Васильевна, Куйбышевская область
32. Анисимова, Елена Петровна, Калининградская область
33. Антонова, Зоя Никитична, Краснодарский край
34. Артамонов, Владимир Константинович, Астраханская область
35. Архипов, Анатолий Николаевич, Ленинградская область
36. Архипов, Владимир Григорьевич, Псковская область
37. Астафьев, Виктор Осипович, Курганская область
38. Асташова, Любовь Фёдоровна, Ростовская область
39. Атопов, Владимир Иванович, Волгоградская область
40. Аунапу, Евгений Михайлович, Краснодарский край
41. Афонин, Вениамин Георгиевич, Башкирская АССР
42. Ахрамович, Татьяна Васильевна, Саратовская область
43. Ашпин, Борис Иннокентьевич, Кемеровская область

## Б
1. Бабенко, Александр Александрович, Бурятская АССР
2. Багаутдинов, Анвар Бадретдинович, Татарская АССР
3. Багрий, Антонина Алексеевна, Орловская область
4. Багров, Леонид Васильевич, Иркутская область
5. Бадиев, Александр Алексеевич, Бурятская АССР
6. Бадмахалгаев, Лаг Цаганманджиевич, Калмыцкая АССР
7. Байцур, Глеб Григорьевич, Красноярский край
8. Балакшин, Юрий Зосимович, Мурманская область
9. Баландин, Виктор Николаевич, Кемеровская область
10. Баландин, Владимир Михайлович, Волгоградская область
11. Балахнина, Татьяна Петровна, Новосибирская область
12. Барабанов, Леонид Петрович, Свердловская область
13. Барабанщикова, Анна Васильевна, Куйбышевская область
14. Баранок, Михаил Степанович, Брянская область
15. Барбашина, Вера Юрьевна, Свердловская область
16. Барсукова, Вера Николаевна, Горьковская область
17. Барсукова, Юлия Степановна, Татарская АССР
18. Барышникова, Ольга Васильевна, Кировская область
19. Басаргина, Татьяна Николаевна, Иркутская область
20. Батехин, Леонид Лукич, Горьковская область
21. Батраков, Валентин Петрович, Татарская АССР
22. Баусова, Ирина Викторовна, Краснодарский край
23. Бацанов, Борис Терентьевич, Ленинградская область
24. Беликов, Анатолий Кириллович, Коми АССР
25. Бельченко, Василий Михайлович, Мордовская АССР
26. Беляев, Михаил Андреевич, Башкирская АССР
27. Беляева, Любовь Матвеевна, Челябинская область
28. Беляков, Иван Тимофеевич, Москва
29. Бенедиктова, Людмила Павловна, Архангельская область
30. Бережняк, Иван Ефимович, Алтайский край
31. Березина, Валентина Михайловна, Карельская АССР
32. Бесланеева, Роза Хасановна, Кабардино-Балкарская АССР
33. Бивалькевич, Владимир Илларионович, Алтайский край
34. Билалова, Гузаллия Мирзагитовна, Башкирская АССР
35. Биричева, Анна Павловна, Вологодская область
36. Бирюкова, Александра Павловна, Москва
37. Биткова, Алла Михайловна, Калининградская область
38. Битюкова, Татьяна Петровна, Краснодарский край
39. Блохин, Анатолий Прокопьевич, Волгоградская область
40. Бобков, Владимир Иванович, Москва
41. Бобков, Филипп Денисович, Ивановская область
42. Бобровников, Андрей Андреевич, Алтайский край
43. Бобылев, Сергей Андреевич, Удмуртская АССР
44. Бовгатова, Галина Павловна, Краснодарский край
45. Богатов, Борис Сергеевич, Чувашская АССР
46. Богданов, Александр Дмитриевич, Магаданская область
47. Бойтюк, Пётр Степанович, Алтайский край
48. Боклашова, Зинаида Ивановна, Воронежская область
49. Боков, Владимир Анатольевич, Новосибирская область
50. Боков, Хажбикар Хакяшевич, Чечено-Ингушская АССР
51. Болотская, Тамара Владимировна, Оренбургская область
52. Большов, Александр Михайлович, Ульяновская область
53. Бондар, Наталья Петровна, Красноярский край
54. Бондарчук, Сергей Фёдорович, Москва
55. Борисенко, Зоя Тимофеевна, Белгородская область
56. Борисенков, Василий Михайлович, Московская область
57. Борисов, Леонид Александрович, Москва
58. Борцов, Александр Григорьевич, Москва
59. Босенко, Николай Васильевич, Ставропольский край
60. Бочкарёва, Нина Ивановна, Саратовская область
61. Бревнов, Герман Сергеевич, Горьковская область
62. Бредова, Тамара Павловна, Приморский край
63. Брызгалова, Елена Валентиновна, Хабаровский край
64. Брыкалов, Владимир Григорьевич, Ивановская область
65. Брыксин, Алексей Васильевич, Москва
66. Булгаков, Леонид Николаевич, Удмуртская АССР
67. Бутина, Олимпиада Александровна, Ленинград
68. Буханова, Надежда Семёновна, Куйбышевская область
69. Бушмелева, Любовь Алексеевна, Новосибирская область
70. Быкова, Юлия Михайловна, Тамбовская область

## В
1. Вагин, Михаил Григорьевич, Горьковская область
2. Варенников, Валентин Иванович, Горьковская область
3. Варшавский, Михаил Николаевич, Ставропольский край
4. Василенко, Альвина Яковлевна, Краснодарский край
5. Васильев, Аркадий Александрович, Марийская АССР
6. Васильев, Виктор Исаевич, Ульяновская область
7. Васильева, Людмила Александровна, Краснодарский край
8. Васильева, Надежда Алексеевна, Якутская АССР
9. Васильева, Нелли Матвеевна, Калининская область
10. Васильковский, Александр Ефремович, Орловская область
11. Васильченко, Виктор Дмитриевич, Москва
12. Вахрушева, Надежда Геннадиевна, Москва
13. Вахрушева, Римма Ивановна, Кемеровская область
14. Верченко, Юрий Николаевич, Москва
15. Веселов, Георгий Петрович, Куйбышевская область
16. Видьманов, Виктор Михайлович, Красноярский край
17. Викторов, Александр Григорьевич, Ленинградская область
18. Виноградов, Владимир Михайлович, Чечено-Ингушская АССР
19. Виноградова, Галина Куприяновна, Кемеровская область
20. Власов, Виктор Иванович[прояснить], Куйбышевская область
21. Военушкин, Сергей Фёдорович, Коми АССР
22. Вознесенский, Владимир Николаевич, Красноярский край
23. Волкогонов, Дмитрий Антонович, Оренбургская область
24. Володин, Борис Михайлович, Ростовская область
25. Володина, Нина Михайловна, Москва
26. Воложнина, Елена Геннадьевна, Читинская область
27. Волченкова, Анна Родионовна, Пензенская область
28. Вонсовский, Сергей Васильевич, Свердловская область
29. Воробьёв, Иван Павлович, Челябинская область
30. Ворожейкин, Иван Егорович, Краснодарский край
31. Воронин, Василий Петрович, Ростовская область
32. Воронин, Николай Иванович, Ростовская область
33. Воропаев, Алексей Макарович, Воронежская область
34. Воропаев, Михаил Гаврилович, Московская область
35. Воропаева, Евдокия Емельяновна, Тамбовская область
36. Воротников, Виталий Иванович, Волгоградская область
37. Востров, Владимир Андреевич, Кемеровская область
38. Воюшин, Владимир Леонидович, Башкирская АССР
39. Высоцкий, Анатолий Емельянович, Томская область
40. Вячеславова, Любовь Александровна, Вологодская область

## Г
1. Гаваев, Николай Тихонович, Мордовская АССР
2. Гагаров, Дмитрий Николаевич, Приморский край
3. Гаделшина, Нурия Гараевна, Татарская АССР
4. Гадельшина, Разина Хаматьяновна, Башкирская АССР
5. Гайнетдинов, Назиф Талгатович, Башкирская АССР
6. Галанов, Юрий Евгеньевич, Московская область
7. Галина, Накия Халиловна, Башкирская АССР
8. Галкин, Иван Иванович, Московская область
9. Галынина, Галина Павловна, Горьковская область
10. Гамаюнова, Алевтина Алексеевна, Орловская область
11. Гаранина, Людмила Александровна, Москва
12. Гейн, Иван Абрамович, Алтайский край
13. Георгиевский, Алексей Сергеевич, Орловская область
14. Герасимов, Анатолий Николаевич, Ленинград
15. Герасимов, Сергей Апполинариевич, Свердловская область
16. Герасимова, Таисия Ивановна, Новгородская область
17. Глухова, Надежда Дмитриевна, Куйбышевская область
18. Годин, Николай Николаевич, Московская область
19. Головачёв, Владимир Георгиевич, Саратовская область
20. Головенко, Григорий Григорьевич, Краснодарский край
21. Голощапов, Александр Дмитриевич, Иркутская область
22. Голощапов, Григорий Михайлович, Тюменская область
23. Голубева, Валентина Николаевна, Ивановская область
24. Голубева, Любовь Анатольевна, Костромская область
25. Голубева, Татьяна Викторовна, Астраханская область
26. Голубкова, Татьяна Михайловна, Горьковская область
27. Голубь, Николай Яковлевич, Оренбургская область
28. Гончаров, Владислав Георгиевич, Свердловская область
29. Гончаров, Пётр Лазаревич, Новосибирская область
30. Горбачёв, Михаил Сергеевич, Москва
31. Горбунова, Татьяна Валентиновна, Ульяновская область
32. Гордеев, Иван Егорович, Ульяновская область
33. Гордеева, Валентина Викторовна, Пермская область
34. Гордиенко, Августа Ивановна, Тюменская область
35. Горулёв, Владимир Фёдорович, Ярославская область
36. Горчаков, Виктор Васильевич, Приморский край
37. Горшков, Владимир Дмитриевич, Липецкая область
38. Горшкова, Ольга Константиновна, Горьковская область
39. Горячев, Геннадий Александрович, Костромская область
40. Горяшин, Вениамин Алексеевич, Владимирская область
41. Грачёв, Николай Фёдорович, Челябинская область
42. Гребенникова, Наталья Ивановна, Омская область
43. Грибанов, Виктор Дмитриевич, Курская область
44. Грибачёв, Николай Матвеевич, Брянская область
45. Григорьева, Люлия Николаевна, Якутская АССР
46. Григорьева, Надежда Ивановна, Московская область
47. Гринкевич, Дмитрий Александрович, Вологодская область
48. Гринькова, Наталья Ивановна, Брянская область
49. Гришин, Виктор Васильевич, Москва
50. Гришина, Тамара Степановна, Московская область
51. Грищенко, Пётр Семёнович, Челябинская область
52. Грозин, Артур Алексеевич, Магаданская область
53. Громов, Владимир Николаевич, Московская область
54. Громов, Геннадий Александрович, Башкирская АССР
55. Громыко, Андрей Андреевич, Московская область
56. Губкин, Марат Павлович, Якутская АССР
57. Гуляев, Владимир Ильич, Горьковская область

## Д
1. Давыдов, Александр Тимофеевич, Пензенская область
2. Даниленко, Валентина Ивановна, Брянская область
3. Даньшина, Мария Фёдоровна, Приморский край
4. Дворникова, Анна Сергеевна, Липецкая область
5. Дементьева, Галина Константиновна, Мордовская АССР
6. Демещик, Виктор Васильевич, Иркутская область
7. Демичев, Пётр Нилович, Ярославская область
8. Демченко, Владимир Акимович, Тюменская область
9. Демчук, Вячеслав Николаевич, Приморский край
10. Дербенёв, Александр Павлович, Кировская область
11. Дергунов, Василий Сергеевич, Татарская АССР
12. Деревкова, Татьяна Николаевна, Ивановская область
13. Дерметханова, Саидат Висрудиновна, Дагестанская АССР
14. Дерунов, Павел Фёдорович, Ярославская область
15. Десятерик, Алексей Фёдорович, Волгоградская область
16. Дмитриев, Иван Николаевич, Тамбовская область
17. Дмитриева, Наталья Васильевна, Рязанская область
18. Дмитриева, Нина Павловна, Хабаровский край
19. Докшоков, Муса Ильясович, Кабардино-Балкарская АССР
20. Долгий, Анатолий Прокофьевич, Мурманская область
21. Долгих, Владимир Иванович, Липецкая область
22. Долгих, Тамара Георгиевна, Москва
23. Долженков, Анатолий Степанович, Курская область
24. Долматова, Юлия Сергеевна, Пензенская область
25. Домрачева, Надежда Михайловна, Курганская область
26. Донских, Виктор Васильевич, Липецкая область
27. Донцов, Алексей Александрович, Ростовская область
28. Дорофеева, Валентина Васильевна, Краснодарский край
29. Дорошенко, Виктор Карпович, Пензенская область
30. Дронникова, Татьяна Васильевна, Московская область
31. Дронова, Надежда Владимировна, Московская область
32. Дружинин, Михаил Иванович, Иркутская область
33. Друзева, Нина Петровна, Белгородская область
34. Дрючин, Александр Павлович, Свердловская область
35. Дубинец, Виктор Григорьевич, Кемеровская область
36. Дубов, Анатолий Фёдорович, Ленинград
37. Дубошин, Николай Васильевич, Куйбышевская область
38. Дуденков, Иван Григорьевич, Иркутская область
39. Дудров, Алексей Степанович, Владимирская область
40. Дунаев, Юрий Борисович, Кемеровская область
41. Дурнева, Галина Ивановна, Московская область
42. Дьяков, Иван Николаевич, Краснодарский край
43. Дятел, Виталий Афанасьевич, Магаданская область
44. Дятлова, Екатерина Ивановна, Иркутская область

## Е
1. Евлантьева, Надежда Васильевна, Ростовская область
2. Егоров, Сергей Ефимович, Куйбышевская область
3. Егорова, Нина Николаевна, Ивановская область
4. Еделева, Валентина Александровна, Читинская область
5. Елагин, Михаил Николаевич, Свердловская область
6. Емельянов, Сергей Андреевич, Свердловская область
7. Ергина, Галина Андреевна, Кемеровская область
8. Ерёмин, Альвин Евстафьевич, Костромская область
9. Ерзунов, Виктор Иванович, Пензенская область
10. Ермаков, Валентин Филиппович, Ивановская область
11. Ермаков, Николай Спиридонович, Кемеровская область
12. Ермакова, Надежда Дмитриевна, Пермская область
13. Ермин, Лев Борисович, Белгородская область
14. Ефанова, Раиса Ивановна, Липецкая область
15. Ефремов, Леонид Николаевич, Томская область

## Ж
1. Жданов, Юрий Андреевич, Ростовская область
2. Жданова, Валентина Андреевна, Челябинская область
3. Жижин, Сергей Александрович, Пензенская область
4. Жилицкий, Геннадий Васильевич, Хабаровский край
5. Жирков, Василий Григорьевич, Рязанская область
6. Журавлёв, Александр Акимович, Новосибирская область
7. Журавлёв, Григорий Григорьевич, Московская область
8. Журавлёва, Валентина Фёдоровна, Москва
9. Журавлёва, Нина Николаевна, Башкирская АССР
10. Журбин, Михаил Павлович, Якутская АССР
11. Журкин, Николай Ильич, Курская область
12. Журкин, Юрий Дмитриевич, Краснодарский край

## З
1. Заббаров, Асхат Валиевич, Татарская АССР
2. Забегалин, Николай Николаевич, Оренбургская область
3. Заварнова, Нина Фёдоровна, Горьковская область
4. Завгаев, Доку Гапурович, Чечено-Ингушская АССР
5. Зайцева, Зоя Ивановна, Смоленская область
6. Зарецкая, Алевтина Егоровна, Свердловская область
7. Зарубин, Иван Иванович, Кировская область
8. Затворницкий, Владимир Андреевич, Москва
9. Зателепа, Борис Иванович, Брянская область
10. Захаров, Борис Васильевич, Горьковская область
11. Захаров, Василий Георгиевич, Ленинград
12. Захаров, Владимир Андреевич, Владимирская область
13. Захарова, Лидия Андреевна, Иркутская область
14. Захарова, Надежда Николаевна, Московская область
15. Захарова, Татьяна Михайловна, Ленинград
16. Зверева, Любовь Александровна, Липецкая область
17. Земляницын, Геннадий Григорьевич, Кемеровская область
18. Земцова, Валентина Алексеевна, Москва
19. Зимянин, Михаил Васильевич, Воронежская область
20. Зиновьева, Татьяна Васильевна, Алтайский край
21. Зинченко, Олег Владимирович, Пермская область
22. Золотарёв, Владимир Иванович, Куйбышевская область
23. Золотов, Анатолий Васильевич, Саратовская область
24. Зоркальцев, Виктор Ильич, Томская область
25. Зотов, Михаил Семёнович, Краснодарский край
26. Зубов, Анатолий Михайлович, Пермская область
27. Зыков, Геннадий Иванович, Алтайский край
28. Зыков, Михаил Ефимович, Удмуртская АССР
29. Зырянова, Надежда Ефимовна, Красноярский край
30. Зюкина, Любовь Тихоновна, Липецкая область

## И
1. Иваненкова, Нелла Михайловна, Москва
2. Иванов, Валерий Александрович, Ленинград
3. Иванов, Виктор Ильич, Курская область
4. Иванов, Виталий Александрович, Карельская АССР
5. Иванов, Иван Ильич, Саратовская область
6. Иванов, Юрий Николаевич, Карельская АССР
7. Иванова, Татьяна Георгиевна, Москва
8. Иванченко, Леонид Андреевич, Ростовская область
9. Игнатенко, Тамара Николаевна, Мурманская область
10. Идиатуллин, Рево Рамазанович, Татарская АССР
11. Изгагин, Борис Георгиевич, Пермская область
12. Илизаров, Гавриил Абрамович, Курганская область
13. Ильенков, Александр Иванович, Калининская область
14. Ильин, Виктор Митрофанович, Белгородская область
15. Ильяшенко, Ольга Александровна, Ростовская область
16. Ионкина, Нелли Фёдоровна, Оренбургская область
17. Исаков, Валентин Иванович, Куйбышевская область

## К
1. Кабанов, Сергей Петрович, Рязанская область
2. Кабанова, Нина Васильевна, Калининская область
3. Кабасин, Геннадий Сергеевич, Брянская область
4. Кабков, Яков Иванович, Горьковская область
5. Кадочников, Владимир Дмитриевич, Свердловская область
6. Казначеев, Виктор Алексеевич, Ставропольский край
7. Кайгородов, Сергей Николаевич, Тюменская область
8. Кайрова, Лидия Захаровна, Томская область
9. Калашников, Алексей Максимович, Курганская область
10. Калашникова, Зоя Алексеевна, Северо-Осетинская АССР
11. Калинин, Анатолий Вениаминович, Ростовская область
12. Калинина, Марина Владимировна, Тульская область
13. Камаев, Геронтий Леонтьевич, Ульяновская область
14. Каменев, Альберт Александрович, Московская область
15. Капелько, Владимир Прохорович, Красноярский край
16. Капитонов, Иван Васильевич, Московская область
17. Капустина, Нина Екимовна, Челябинская область
18. Карабанов, Дмитрий Иванович, Приморский край
19. Караев, Александр Иванович, Пензенская область
20. Карамаев, Михаил Васильевич, Алтайский край
21. Каримов, Мустафа Сафич, Башкирская АССР
22. Карнишина, Нина Григорьевна, Алтайский край
23. Карпов, Сергей Владимирович, Сахалинская область
24. Карпова, Евдокия Фёдоровна, Курская область
25. Карповец Лариса Николаевна, Красноярский край
26. Касаткина, Нина Афанасьевна, Архангельская область
27. Катков, Виталий Петрович, Ульяновская область
28. Кауфман, Марк Матвеевич, Хабаровский край
29. Качурина, Тамара Борисовна, Архангельская область
30. Кежватова, Нина Ильинична, Московская область
31. Кекин, Александр Алексеевич, Вологодская область
32. Керимов, Муса Абдурахманович, Чечено-Ингушская АССР
33. Кизюн, Николай Фадеевич, Хабаровский край
34. Кирсанова, Светлана Сергеевна, Челябинская область
35. Киселёв, Александр Алексеевич[уточнить], Тамбовская область
36. Китов, Юрий Борисович, Саратовская область
37. Клат, Юрий Романович, Тюменская область
38. Клочков, Игорь Евгеньевич, Московская область
39. Князева, Нина Линовна, Удмуртская АССР
40. Ковалёва, Татьяна Ивановна, Ленинград
41. Коваленко, Лидия Викторовна, Оренбургская область
42. Ковальчук, Алексей Максимович, Иркутская область
43. Ковган, Иван Юрьевич, Тюменская область
44. Кознев, Алексей Алексеевич, Пермская область
45. Колмакова, Тамара Павловна, Тамбовская область
46. Колодин, Виктор Владимирович, Тамбовская область
47. Коломин, Сергей Михайлович, Москва
48. Коломников, Валентин Петрович, Москва
49. Колпакова, Мария Петровна, Оренбургская область
50. Колпащикова, Раиса Алексеевна, Кировская область
51. Колчина, Ольга Павловна, Московская область
52. Комаров, Дмитрий Михайлович, Камчатская область
53. Комарова, Домна Павловна, Пермская область
54. Комарова, Мария Георгиевна, Бурятская АССР
55. Комарова, Раиса Ильинична, Алтайский край
56. Конарыгин, Василий Семёнович, Волгоградская область
57. Кондаков, Михаил Иванович, Москва
58. Кондрашов, Дмитрий Иванович, Тульская область
59. Коннов, Вениамин Фёдорович, Ставропольский край
60. Конов, Геннадий Алексеевич, Калужская область
61. Конопатов, Александр Дмитриевич, Воронежская область
62. Концедалова, Светлана Валентиновна, Приморский край
63. Коптев, Вячеслав Иванович, Москва
64. Копылов, Яков Ильич, Хабаровский край
65. Копылова, Лидия Григорьевна, Тульская область
66. Копытова, Галина Васильевна, Башкирская АССР
67. Корбанкова, Мария Алексеевна, Смоленская область
68. Корнилов, Александр Григорьевич, Вологодская область
69. Корнилов, Юрий Иванович, Свердловская область
70. Коробейников, Виктор Александрович, Дагестанская АССР
71. Королёв, Олег Алексеевич, Москва
72. Королёва, Валентина Васильевна, Тульская область
73. Королёва, Галина Петровна, Хабаровский край
74. Косинова, Валентина Ивановна, Курская область
75. Косицына, Елена Валентиновна, Бурятская АССР
76. Костенко, Галина Савватеевна, Амурская область
77. Костицына, Светлана Михайловна, Пермская область
78. Кострюкова, Нина Павловна, Ярославская область
79. Котляр, Николай Исаакович, Сахалинская область
80. Котляренко, Фёдор Макарович, Краснодарский край
81. Котов, Пётр Кузьмич, Воронежская область
82. Котова, Любовь Ивановна, Краснодарский край
83. Котова, Любовь Фёдоровна, Татарская АССР
84. Кочетов, Виктор Алексеевич, Волгоградская область
85. Красильникова, Евгения Марковна, Читинская область
86. Краснопеев, Геннадий Иванович, Ленинград
87. Кривоносова, Алиса Филипповна, Ростовская область
88. Кривопуск, Василий Андреевич, Челябинская область
89. Крупский, Виктор Иосифович, Орловская область
90. Круцких, Любовь Васильевна, Саратовская область
91. Крылов, Сергей Евгеньевич, Волгоградская область
92. Крючкова, Галина Семёновна, Чечено-Ингушская АССР
93. Ксинтарис, Василий Николаевич, Кемеровская область
94. Кудинова, Валентина Александровна, Воронежская область
95. Кудрявцев, Александр Андреевич, Калининская область
96. Кудрявцева, Раиса Ивановна, Московская область
97. Кудряшова, Раиса Александровна, Ярославская область
98. Кудяшев, Юрий Петрович, Удмуртская АССР
99. Кузнецов, Василий Васильевич, Московская область
100. Кузнецов, Феликс Феодосьевич, Москва
101. Кузнецова, Валентина Александровна, Московская область
102. Кузнецова, Валентина Григорьевна, Алтайский край
103. Кузнецов, Вячеслав Степанович, Тульская область
104. Кузнецов, Иван Петрович, Саратовская область
105. Кузнецов, Николай Дмитриевич, Куйбышевская область
106. Кузнецов, Николай Фёдорович, Псковская область
107. Кузнецов, Юрий Николаевич, Ростовская область
108. Кузнецова, Надежда Витальевна, Свердловская область
109. Кулешин, Василий Николаевич, Ставропольский край
110. Куликов, Вячеслав Онуфриевич, Челябинская область
111. Култышев, Иван Петрович, Пермская область
112. Купричев, Юрий Егорович, Челябинская область
113. Купцов, Валентин Александрович, Вологодская область
114. Куранжина, Надежда Викторовна, Волгоградская область
115. Курзенёва, Раиса Васильевна, Марийская АССР
116. Курицына, Татьяна Петровна, Мордовская АССР
117. Курков, Анатолий Алексеевич, Ленинград
118. Курмашев, Юлдуз Вагизович, Татарская АССР
119. Куропатко, Иван Павлович, Сахалинская область
120. Кутенко, Ирина, Ивановна, Ростовская область
121. Кучепатов, Юрий Николаевич, Архангельская область

## Л
1. Лабецкий, Казимир Игнатьевич, Ленинград
2. Лаврентьев, Николай Петрович, Челябинская область
3. Лавров, Лев Николаевич, Пермская область
4. Лакомов, Виктор Иванович, Иркутская область
5. Лапаева, Галина Николаевна, Волгоградская область
6. Лаптев, Мэлис Николаевич, Мурманская область
7. Лаптева, Альбина Николаевна, Ивановская область
8. Ларцева, Любовь Ивановна, Пензенская область
9. Ларькина, Лилия Семёновна, Смоленская область
10. Латышев, Владимир Николаевич, Ивановская область
11. Лебедев, Валерий Александрович, Воронежская область
12. Лебедева, Татьяна Васильевна, Москва
13. Левин, Пётр Алексеевич, Чувашская АССР
14. Левина, Надежда Васильевна, Ленинград
15. Левкина, Мария Григорьевна, Вологодская область
16. Лежепеков, Василий Яковлевич, Пензенская область
17. Лемаев, Николай Васильевич, Татарская АССР
18. Леонова, Елена Петровна, Ставропольский край
19. Лесин, Александр Иванович, Саратовская область
20. Лигачёв, Егор Кузьмич, Куйбышевская область
21. Лимаренко, Пётр Григорьевич, Марийская АССР
22. Литвинова, Ольга Алексеевна, Волгоградская область
23. Литовка, Таисия Петровна, Краснодарский край
24. Лифанова, Екатерина Кирилловна, Хабаровский край
25. Лиханов, Сергей Геннадьевич, Астраханская область
26. Лихачёв, Владимир Николаевич, Курская область
27. Логинов, Василий Андреевич, Калининградская область
28. Логинов, Владимир Павлович, Ставропольский край
29. Лозовой, Владимир Демьянович, Оренбургская область
30. Локотунин, Валерий Иванович, Липецкая область
31. Локтев, Юрий Альбертович, Архангельская область
32. Ломакин, Юрий Иванович, Краснодарский край
33. Ломов, Виктор Матвеевич, Читинская область
34. Лопатина, Валентина Васильевна, Омская область
35. Лохнина, Валентина Михайловна, Рязанская область
36. Лукьянов, Анатолий Иванович, Ростовская область
37. Лущенко, Николай Яковлевич, Вологодская область
38. Лыткин, Леонид Степанович, Удмуртская АССР
39. Лютиков, Рудольф Гаврилович, Пермская область
40. Лянина, Татьяна Алексеевна, Ставропольский край

## М
1. Маврин, Иван Филиппович, Амурская область
2. Магомедов, Магомед-Камиль Магомедович, Дагестанская АССР
3. Магомедова, Сацита Умаровна, Чечено-Ингушская АССР
4. Макаревич, Глеб Васильевич, Москва
5. Макиевский, Алексей Михайлович, Горьковская область
6. Максимова, Зухра Нагимовна, Татарская АССР
7. Макушкина, Ираида Семёновна, Свердловская область
8. Маливенко, Георгий Евгеньевич, Ростовская область
9. Малинкин, Юрий Александрович, Калининградская область
10. Малков, Леонид Михайлович, Костромская область
11. Малов, Владимир Фёдорович, Иркутская область
12. Малышев, Александр Васильевич, Рязанская область
13. Мальцев, Терентий Семёнович, Курганская область
14. Мамедалиева, Мая Мирзаевна, Дагестанская АССР
15. Мамонов, Анатолий Михайлович, Белгородская область
16. Манюхин, Виктор Митрофанович, Свердловская область
17. Марасанов, Евгений Николаевич, Московская область
18. Маркарьянц, Владимир Суренович, Ставропольский край
19. Маркин, Сергей Николаевич, Якутская АССР
20. Марченков, Юрий Александрович, Горьковская область
21. Марьева, Лидия Александровна, Алтайский край
22. Марьина, Анна Васильевна, Татарская АССР
23. Масленников, Николай Дмитриевич, Тульская область
24. Масленников, Николай Иванович, Свердловская область
25. Матвеев, Леонид Иванович, Москва
26. Матросов, Вадим Александрович, Амурская область
27. Матузков, Николай Иванович, Воронежская область
28. Матушкин, Семён Егорович, Челябинская область
29. Махнев, Александр Иванович, Курганская область
30. Махринский, Степан Михайлович, Астраханская область
31. Мацков, Леонтий Васильевич, Челябинская область
32. Машьянов, Николай Порфирьевич, Хабаровский край
33. Медведев, Павел Николаевич, Краснодарский край
34. Медовиков, Аркадий Васильевич, Челябинская область
35. Мелентьев, Юрий Серафимович, Тюменская область
36. Мелешкина, Людмила Александровна, Московская область
37. Мельгузова, Антонина Алексеевна, Мурманская область
38. Мельников, Владимир Иванович, Коми АССР
39. Мельников, Николай Петрович, Башкирская АССР
40. Мингазова, Хамдия Ансаровна, Татарская АССР
41. Мироненко, Михаил Иванович, Белгородская область
42. Миронов, Анатолий Иванович, Ивановская область
43. Миронова, Лидия Николаевна, Московская область
44. Митин, Владимир Семёнович, Московская область
45. Митрохин, Виктор Васильевич, Курская область
46. Михайленко, Галина Васильевна, Амурская область
47. Михайлов, Михаил Александрович, Псковская область
48. Михайлов, Николай Николаевич, Красноярский край
49. Михайлова, Валентина Владимировна, Воронежская область
50. Можаев, Павел Петрович, Ленинград
51. Мокшина, Валентина Дмитриевна, Куйбышевская область
52. Молоткова, Любовь Ивановна, Смоленская область
53. Молочков, Владимир Ильич, Краснодарский край
54. Монастырева, Надежда Ивановна, Волгоградская область
55. Морковкина, Анна Григорьевна, Московская область
56. Мороз, Василий Андреевич, Ставропольский край
57. Мороз, Николай Алексеевич, Красноярский край
58. Морозова, Зинаида Николаевна, Московская область
59. Морщаков, Фёдор Михайлович, Свердловская область
60. Москалев, Сергей Степанович, Краснодарский край
61. Мослаков, Вячеслав Степанович, Московская область
62. Мохов, Сергей Михайлович, Свердловская область
63. Мохунов, Георгий Александрович, Оренбургская область
64. Мошкин, Владимир Викторович, Москва
65. Мощенков, Владимир Николаевич, Московская область
66. Музалевская, Зоя Ивановна, Орловская область
67. Муравьёв, Александр Валентинович, Куйбышевская область
68. Мурадова, Альпатой Гасановна, Дагестанская АССР
69. Мухаметзянов, Рафаиль Равильевич, Татарская АССР
70. Мухаметшина, Фануза Вагаповна, Башкирская АССР
71. Мухина, Надежда Николаевна, Ленинградская область
72. Мысников, Юрий Алексеевич, Саратовская область
73. Мясников, Георг Васильевич, Пензенская область

## Н
1. Набережнев, Фёдор Семёнович, Московская область
2. Назаров, Евгений Яковлевич, Краснодарский край
3. Назарова, Марина Геннадьевна, Ленинградская область
4. Нарышкина, Татьяна Фёдоровна, Ленинград
5. Наумов, Владимир Иванович, Ростовская область
6. Наумова, Валентина Васильевна, Кемеровская область
7. Наумова, Елена Семёновна, Горьковская область
8. Находкина, Зинаида Васильевна, Курская область
9. Нежданов, Николай Павлович, Тюменская область
10. Ненашев, Михаил Фёдорович, Башкирская АССР
11. Непобедимый, Сергей Павлович, Московская область
12. Нестеров, Владимир Арсентьевич, Тамбовская область
13. Несытых, Галина Ивановна, Свердловская область
14. Нефедьева, Валентина Степановна, Иркутская область
15. Нечаев, Виктор Степанович, Ленинградская область
16. Нечаев, Владимир Александрович, Якутская АССР
17. Нешков, Хрисанф Павлович, Ярославская область
18. Никитина, Нина Васильевна, Карельская АССР
19. Николаев, Алексей Александрович, Смоленская область
20. Николаев, Андриян Григорьевич, Чувашская АССР
21. Николаев, Василий Борисович, Новосибирская область
22. Никонов, Александр Александрович, Ленинград
23. Никоноров, Сергей Юрьевич, Москва
24. Новиков, Владимир Гаврилович, Марийская АССР
25. Ножиков, Юрий Абрамович, Иркутская область
26. Норихин, Владимир Александрович, Владимирская область
27. Норка, Ефим Алексеевич, Омская область
28. Носов, Сергей Викторович, Тюменская область
29. Носова, Антонина Ивановна, Челябинская область
30. Носырев, Даниил Павлович, Ленинград

## О
1. Образцов, Иван Филиппович, Московская область
2. Обухова, Галина Николаевна, Свердловская область
3. Обушенков, Лев Константинович, Хабаровский край
4. Овденко, Владимир Иванович, Кемеровская область
5. Овчинников, Юрий Анатольевич, Москва
6. Олейников, Владислав Ефимович, Калужская область
7. Ондар, Чимит-Доржу Байырович, Тувинская АССР
8. Опенченко, Лидия Ильинична, Ростовская область
9. Орлов, Альберт Николаевич, Волгоградская область
10. Орлов, Владимир Павлович, Красноярский край
11. Орлов, Юрий Викторович, Пермская область
12. Орлова, Валентина Васильевна, Костромская область
13. Осадчая, Вера Леонтьевна, Омская область
14. Осинова, Галина Игнатьевна, Башкирская АССР
15. Осминин, Станислав Александрович, Кировская область

## П
1. Павлов, Павел Алексеевич, Куйбышевская область
2. Павлов, Павел Васильевич, Курганская область
3. Павлова, Тамара Николаевна, Москва
4. Панина, Агафья Якимовна, Пермская область
5. Панина, Валентина Васильевна, Кемеровская область
6. Панова, Любовь Сергеевна, Ставропольский край
7. Панфилова, Альбина Сергеевна, Ярославская область
8. Панюков, Борис Егорович, Ленинград
9. Парамонов, Альберт Михайлович, Калининская область
10. Паристый, Иван Леонтьевич, Москва
11. Парунов, Валерий Иванович, Архангельская область
12. Парфёнова, Людмила Иннокентьевна, Алтайский край
13. Паузин, Николай Иванович, Кировская область
14. Пахмутова, Александра Николаевна, Воронежская область
15. Пахомова, Лариса Геннадьевна, Ленинград
16. Пашинский, Валентин Николаевич, Ленинградская область
17. Пелипеева, Ангелина Анатольевна, Свердловская область
18. Перевалов, Владимир Геннадьевич, Свердловская область
19. Перекрестов, Леонид Георгиевич, Ленинград
20. Перелыгин, Михаил Васильевич, Бурятская АССР
21. Пересыпкин, Иван Павлович, Ростовская область
22. Пермякова, Мария Парфёновна, Брянская область
23. Песков, Юрий Александрович, Ростовская область
24. Петелина, Надежда Михайловна, Тюменская область
25. Петракова, Валентина Васильевна, Алтайский край
26. Петров, Александр Петрович, Чувашская АССР
27. Петров, Виктор Александрович, Пермская область
28. Петров, Леонид Валентинович, Москва
29. Петров, Нурислан Иванович, Читинская область
30. Петрова, Мария Яковлевна, Удмуртская АССР
31. Печенев, Вадим Алексеевич, Кемеровская область
32. Печникова, Анна Павловна, Москва
33. Пивоваров, Николай Дмитриевич, Ростовская область
34. Пиксаев, Александр Осипович, Мордовская АССР
35. Пирожков, Владимир Петрович, Алтайский край
36. Пирязева, Нина Михайловна, Новосибирская область
37. Писарев, Илья Дмитриевич, Москва
38. Пичугин, Михаил Васильевич, Омская область
39. Плетнёва, Татьяна Васильевна, Вологодская область
40. Плотников, Виктор Артемович, Московская область
41. Победоносцев, Анатолий Иванович, Мурманская область
42. Погорелова, Надежда Алексеевна, Челябинская область
43. Подгорнова, Нина Ивановна, Кемеровская область
44. Подольский, Евгений Михайлович, Тамбовская область
45. Политов, Владимир Васильевич, Свердловская область
46. Полушина, Ольга Ивановна, Кемеровская область
47. Польских, Раиса Кузьмовна, Новосибирская область
48. Поляков, Юрий Николаевич, Краснодарский край
49. Пономарёв, Борис Николаевич, Саратовская область
50. Пономарёв, Вадим Алексеевич, Москва
51. Пономарёва, Надежда Викторовна, Пермская область
52. Пономарёва, Тамара Михайловна, Приморский край
53. Попов, Александр Григорьевич, Хабаровский край
54. Попов, Василий Павлович, Рязанская область
55. Попов, Владимир Иванович, Ярославская область
56. Попов, Геннадий Васильевич, Читинская область
57. Попова, Валентина Дмитриевна, Краснодарский край
58. Поручиков, Иван Яковлевич, Брянская область
59. Постников, Виктор Иванович, Ставропольский край
60. Потапов, Анатолий Иванович, Томская область
61. Похитайло, Евгений Дмитриевич, Омская область
62. Прауст, Рудольф Эдуардович, Ленинградская область
63. Привалова, Ирина Николаевна, Калининская область
64. Прилепо, Николай Михайлович, Новосибирская область
65. Прокопьев, Леонид Прокопьевич, Чувашская АССР
66. Проскурин, Иван Николаевич, Ставропольский край
67. Просянкин, Григорий Лазаревич, Архангельская область
68. Птицын, Александр Юрьевич, Алтайский край
69. Пугачёв, Валерий Логинович, Горьковская область
70. Пунгина, Антонина Алексеевна, Свердловская область
71. Пушкарёв, Виталий Николаевич, Псковская область
72. Пьянкова, Надежда Владимировна, Свердловская область

## Р
1. Радюк, Владимир Иванович, Волгоградская область
2. Разгуляева, Наталья Владимировна, Томская область
3. Разумникова, Татьяна Викторовна, Москва
4. Ранцев, Виктор Семёнович, Ленинград
5. Расова, Валентина Павловна, Коми АССР
6. Расшибина, Лидия Фёдоровна, Воронежская область
7. Рахманов, Талгат Лутфуллович, Башкирская АССР
8. Резников, Пётр Иванович, Камчатская область
9. Репин, Иван Петрович, Московская область
10. Решетнёв, Михаил Фёдорович, Красноярский край
11. Ровнин, Лев Иванович, Архангельская область
12. Роганов, Альберт Михайлович, Москва
13. Рогожина, София Ибрагимовна, Астраханская область
14. Родионов, Николай Иванович, Саратовская область
15. Романкевич, Николай Тимофеевич, Иркутская область
16. Романов, Алексей Васильевич, Ярославская область
17. Романов, Виталий Иосифович, Марийская АССР
18. Романов, Григорий Васильевич, Ленинград
19. Романова, Людмила Дмитриевна, Ленинград
20. Ростецкий, Евгений Константинович, Свердловская область
21. Руденко, Любовь Ивановна, Краснодарский край
22. Рузмикина, Анна Валентиновна, Саратовская область
23. Русаков, Константин Викторович, Ростовская область
24. Русских, Анна Ивановна, Кировская область
25. Рыжиков, Михаил Борисович, Куйбышевская область
26. Рыжков, Николай Иванович, Новосибирская область
27. Рыжов, Виктор Александрович, Омская область
28. Рябов, Николай Васильевич, Тульская область

## С
1. Сабанеев, Станислав Николаевич, Рязанская область
2. Сабанов, Владимир Исаевич, Свердловская область
3. Сабанов, Тотраз Бакгериевич, Северо-Осетинская АССР
4. Савельева, Галина Константиновна, Сахалинская область
5. Савин, Сергей Николаевич, Воронежская область
6. Савина, Галина Степановна, Калужская область
7. Савина, Надежда Николаевна, Московская область
8. Савченкова, Валентина Андреевна, Краснодарский край
9. Саганов, Владимир Бизьяевич, Бурятская АССР
10. Садретдинов, Абрар Масалимович, Башкирская АССР
11. Садыков, Ильдус Харисович, Татарская АССР
12. Сажина, Анна Ивановна, Красноярский край
13. Салахов, Мирхазиян Салахович, Татарская АССР
14. Салахов, Таир Теймур оглы, Татарская АССР
15. Салманов, Фарман Курбан оглы, Тюменская область
16. Самойленко, Виктор Григорьевич, Алтайский край
17. Самойлов, Владимир Александрович, Ленинград
18. Самойлова, Людмила Андреевна, Горьковская область
19. Самосудов, Вениамин Михайлович, Омская область
20. Самохина, Раиса Афанасьевна, Иркутская область
21. Самсоненко, Мария Михайловна, Курская область
22. Самсонов, Юрий Григорьевич, Ульяновская область
23. Самсонова, Галина Васильевна, Горьковская область
24. Сапожникова, Вера Андреевна, Пермская область
25. Саранцева, Татьяна Николаевна, Ульяновская область
26. Сасин, Виктор Николаевич, Омская область
27. Сафронов, Владимир Дмитриевич, Приморский край
28. Сафронов, Николай Фёдорович, Челябинская область
29. Сахарова, Анна Георгиевна, Красноярский край
30. Свиридов, Георгий Васильевич, Волгоградская область
31. Свиридов, Николай Васильевич, Горьковская область
32. Себетов, Руслан Владимирович, Северо-Осетинская АССР
33. Седых, Валентина Митрофановна, Воронежская область
34. Селезнева, Тамара Сергеевна, Псковская область
35. Семачева, Нина Васильевна, Москва
36. Семёнов, Иван Михайлович, Оренбургская область
37. Семёнов, Михаил Евгеньевич, Новгородская область
38. Семёнов, Николай Иванович, Оренбургская область
39. Семёнова, Нина Владимировна, Псковская область
40. Семёнова, Нина Анатольевна, Калининская область
41. Семизоров, Николай Фёдорович, Куйбышевская область
42. Семченко, Василий Михайлович, Воронежская область
43. Сенотрусов, Иолий Яковлевич, Читинская область
44. Сенькин, Иван Ильич, Карельская АССР
45. Сергеев, Александр Васильевич, Москва
46. Сергеева, Маргарита Леонидовна, Красноярский край
47. Сергеева, Татьяна Семёновна, Московская область
48. Серебряный, Аркадий Григорьевич, Дагестанская АССР
49. Серых, Леонид Афанасьевич, Смоленская область
50. Серяков, Владимир Ефимович, Тувинская АССР
51. Сизов, Леонид Георгиевич, Красноярский край
52. Силаева, Александра Ивановна, Тульская область
53. Силкин, Геннадий Георгиевич, Иркутская область
54. Симанкин, Николай Филиппович, Кабардино-Балкарская АССР
55. Симонов, Кирилл Степанович, Чувашская АССР
56. Синегубов, Николай Трофимович, Тульская область
57. Синетов, Николай Алексеевич, Камчатская область
58. Синина, Елена Васильевна, Чувашская АССР
59. Ситько, Владимир Николаевич, Кемеровская область
60. Сичкарев, Владимир Григорьевич, Калининградская область
61. Скакалина, Елена Борисовна, Саратовская область
62. Скворцов, Виктор Михайлович, Свердловская область
63. Скворцова, Лариса Валериановна, Чувашская АССР
64. Скоков, Виктор Васильевич, Ростовская область
65. Скрябин, Георгий Константинович, Московская область
66. Скурихина, Людмила Васильевна, Кировская область
67. Славский, Александр Михайлович, Приморский край
68. Смирнов, Николай Васильевич, Костромская область
69. Смирнов, Николай Григорьевич, Сахалинская область
70. Смирнова, Вера Егоровна, Калининская область
71. Смирнова, Любовь Евгеньевна, Татарская АССР
72. Смирнова, Мария Ивановна, Калининская область
73. Смирнова, Светлана Сергеевна, Москва
74. Смирных, Мария Григорьевна, Ленинград
75. Смольский, Павел Александрович, Калужская область
76. Соболев, Павел Анатольевич, Саратовская область
77. Соколов, Александр Александрович, Горьковская область
78. Соколова, Валентина Константиновна, Горьковская область
79. Соколова, Елена Геннадьевна, Ярославская область
80. Соловьев, Валентин Петрович, Кемеровская область
81. Соломенцев, Михаил Сергеевич, Челябинская область
82. Спиридонов, Юрий Алексеевич, Коми АССР
83. Стасюк, Лидия Михайловна, Саратовская область
84. Степанов, Борис Николаевич, Москва
85. Столов, Юрий Алексеевич, Краснодарский край
86. Суворкина, Раиса Ивановна, Владимирская область
87. Суворова, Татьяна Васильевна, Владимирская область
88. Султанов, Файзулла Валеевич, Башкирская АССР
89. Султанова, Зульфия Нурязановна, Татарская АССР
90. Сумин, Пётр Иванович, Челябинская область
91. Сурикова, Валентина Сергеевна, Челябинская область
92. Суркин, Валерий Андреевич, Пермская область
93. Сурков, Николай Алексеевич, Белгородская область
94. Сухарев, Александр Яковлевич, Тамбовская область
95. Сухин, Юрий Сергеевич, Воронежская область
96. Сухинин, Анатолий Андреевич, Московская область
97. Сухов, Михаил Михайлович, Татарская АССР
98. Сухоруков, Дмитрий Семёнович, Татарская АССР
99. Сушилов, Евгений Николаевич, Свердловская область
100. Сушков, Тихон Степанович, Владимирская область
101. Сычёв, Николай Яковлевич, Ленинград
102. Сычёва, Наталья Николаевна, Челябинская область
103. Сюткин, Альберт Фёдорович, Коми АССР

## Т
1. Тараков, Дмитрий Архипович, Оренбургская область
2. Тебенькова, Татьяна Ивановна, Коми АССР
3. Терещенко, Николай Дмитриевич, Ставропольский край
4. Терещук, Владимир Григорьевич, Красноярский край
5. Тимохин, Семён Яковлевич, Архангельская область
6. Тимошенко, Галина Николаевна, Новосибирская область
7. Титова, Галина Владимировна, Владимирская область
8. Тихонов, Николай Александрович, Москва
9. Ткачёв, Сергей Петрович, Тульская область
10. Ткаченко, Надежда Николаевна, Москва
11. Ткаченко, Николай Алексеевич, Краснодарский край
12. Тлехас, Мугдин Салихович, Краснодарский край
13. Толстиков, Сергей Геннадьевич, Приморский край
14. Торопов, Анатолий Иванович, Владимирская область
15. Трегубов, Борис Алексеевич, Куйбышевская область
16. Третьяков, Виктор Михайлович, Архангельская область
17. Трещёв, Фёдор Иванович, Кировская область
18. Трофимук, Андрей Алексеевич, Новосибирская область
19. Трубилин, Николай Тимофеевич, Удмуртская АССР
20. Труфакина, Валентина Павловна, Челябинская область
21. Трушин, Василий Петрович, Москва
22. Тубылов, Афанасий Ильич, Удмуртская АССР
23. Туваев, Владимир Степанович, Горьковская область
24. Тхаркахова, Сара Измаиловна, Краснодарский край
25. Тюрин, Марк Андреевич, Астраханская область

## У
1. Угаров, Борис Сергеевич, Москва
2. Угрюмова, Екатерина Владимировна, Курганская область
3. Удовина, Светлана Ивановна, Белгородская область
4. Удовицкий, Владимир Иванович, Ростовская область
5. Умалатов, Алипаша Джалалович, Дагестанская АССР
6. Урайский, Виктор Сергеевич, Кемеровская область
7. Усенко, Николай Витальевич, Мурманская область
8. Успенский, Виктор Константинович, Татарская АССР
9. Устарбегова, Айшат Изатовна, Дагестанская АССР
10. Ухакова, Любовь Александровна, Ульяновская область
11. Учайкин, Василий Семёнович, Мордовская АССР
12. Ушаков, Василий Никитович, Читинская область
13. Ушаков, Владимир Серафимович, Тюменская область
14. Ушаков, Юрий Кузьмич, Томская область

## Ф
1. Фадеев, Геннадий Матвеевич, Ленинград
2. Фархутдинов, Камиль Галлямович, Башкирская АССР
3. Федин, Василий Максимович, Амурская область
4. Фёдоров, Николай Фёдорович, Ленинградская область
5. Фёдорова, Галина Николаевна, Новгородская область
6. Фёдорова, Нина Алексеевна, Ленинградская область
7. Федосеев, Владимир Сергеевич, Челябинская область
8. Федосеева, Карина Петровна, Москва
9. Федотов, Николай Яковлевич, Новосибирская область
10. Федулова, Надежда Николаевна, Московская область
11. Феклов, Иван Григорьевич, Куйбышевская область
12. Филатов, Дмитрий Иванович, Смоленская область
13. Филатова, Любовь Васильевна, Ростовская область
14. Филипченко, Сергей Александрович, Амурская область
15. Фирсова, Лидия Ивановна, Калужская область
16. Фирсова, Надежда Егоровна, Пермская область
17. Фомин, Борис Иванович, Ленинград
18. Фотеев, Владимир Константинович, Чечено-Ингушская АССР
19. Фощенко, Владимир Ильич, Краснодарский край
20. Фролкин, Иван Тихонович, Калужская область
21. Фролов, Константин Иванович, Калининградская область

## Х
1. Халапханов, Александр Семёнович, Иркутская область
2. Ханюков, Василий Иванович, Белгородская область
3. Харитонова, Зинаида Дмитриевна, Тюменская область
4. Хижняк, Ольга Викторовна, Ростовская область
5. Ходасевич, Геннадий Васильевич, Куйбышевская область
6. Холявко, Виктор Гаврилович, Тюменская область
7. Хомяков, Алексей Валерьевич, Ивановская область
8. Хопренинов, Глеб Дмитриевич, Оренбургская область
9. Хотькина, Александра Сергеевна, Рязанская область
10. Хрипанкова, Нина Стефановна, Смоленская область
11. Хубиев, Владимир Исламович, Ставропольский край
12. Художилов, Александр Васильевич, Ленинград
13. Хузин, Ямил Рифхатович, Башкирская АССР

## Ц
1. Цагараев, Михаил Гацирович, Северо-Осетинская АССР
2. Цакиров, Геннадий Григорьевич, Калмыцкая АССР
3. Царькова, Мария Семёновна, Калужская область
4. Целиков, Александр Анатольевич, Саратовская область
5. Циглимов, Семён Сергеевич, Красноярский край
6. Цыбенова, Жаргал Жамбалдоржиевна, Читинская область
7. Цыганкова, Валентина Никифоровна, Воронежская область

## Ч
1. Чабдаров, Борис Касимович, Кабардино-Балкарская АССР
2. Чеблоков, Валентин Михайлович, Коми АССР
3. Чебоксарова, Вера Викторовна, Тюменская область
4. Чебриков, Артур Николаевич, Брянская область
5. Чебриков, Виктор Михайлович, Приморский край
6. Чекасин, Степан Алексеевич, Оренбургская область
7. Чекрыжов, Юрий Александрович, Тульская область
8. Чемерисова, Галина Александровна, Ставропольский край
9. Чепак, Алексей Александрович, Новосибирская область
10. Чепелев, Андрей Михайлович, Челябинская область
11. Чепуров, Анатолий Николаевич, Ленинград
12. Червяков, Александр Дмитриевич, Кировская область
13. Черепанов, Иван Михайлович, Московская область
14. Черепенин, Лев Владимирович, Ленинградская область
15. Черкашин, Эдуард Иванович, Пермская область
16. Черкашина, Валентина Николаевна, Волгоградская область
17. Черненко, Константин Устинович, Москва
18. Чернова, Зоя Константиновна, Новосибирская область
19. Чернова, Марина Петровна, Москва
20. Черномырдин, Виктор Степанович, Тюменская область
21. Чернышева, Софья Ивановна, Горьковская область
22. Чехарин, Евгений Михайлович, Омская область
23. Чикинев, Владимир Павлович, Новосибирская область
24. Чиркова, Валентина Степановна, Волгоградская область
25. Чистилина, Людмила Ивановна, Куйбышевская область
26. Чистоплясов, Степан Иванович, Пермская область
27. Чистяков, Сергей Борисович, Новгородская область
28. Чичеров, Владимир Степанович, Ленинград
29. Чичин, Николай Михайлович, Липецкая область
30. Чубукина, Ольга Дмитриевна, Куйбышевская область
31. Чуканова, Татьяна Петровна, Московская область

## Ш
1. Шалавина, Светлана Степановна, Свердловская область
2. Шамонин, Анатолий Тарасович, Московская область
3. Шарапов, Виктор Васильевич, Орловская область
4. Шарденков, Александр Петрович, Брянская область
5. Шарин, Николай Александрович, Горьковская область
6. Шебалина, Нина Викторовна, Кировская область
7. Шевердина, Галина Ивановна, Чечено-Ингушская АССР
8. Шевченко, Татьяна Ивановна, Краснодарский край
9. Шеина, Александра Павловна, Тульская область
10. Шергина, Любовь Михайловна, Иркутская область
11. Шестаков, Валерий Иванович, Удмуртская АССР
12. Шестов, Михаил Александрович, Калининская область
13. Шилин, Михаил Николаевич, Рязанская область
14. Шиловский, Владимир Петрович, Владимирская область
15. Шилоносова, Ираида Фёдоровна, Башкирская АССР
16. Шиманский, Всеволод Павлович, Краснодарский край
17. Ширинкина, Зоя Егоровна, Пермская область
18. Ширяев, Владимир Васильевич, Москва
19. Шитов, Александр Иванович, Дагестанская АССР
20. Шишканов, Василий Фёдорович, Тульская область
21. Шишков, Владимир Николаевич, Красноярский край
22. Шмакова, Галина Алексеевна, Московская область
23. Шмыкова, Любовь Васильевна, Красноярский край
24. Шовканова, Фатимат Абдурахмановна, Ставропольский край
25. Шоклева, Людмила Михайловна, Чувашская АССР
26. Шорникова, Людмила Мироновна, Удмуртская АССР
27. Штанчаева, Зинат Сейфутдиновна, Дагестанская АССР
28. Штыгашев, Владимир Николаевич, Красноярский край
29. Штыменко, Таиса Ивановна, Ростовская область
30. Шубин, Владимир Семёнович, Свердловская область
31. Шульга, Анатолий Ильич, Алтайский край
32. Шумейко, Анатолий Григорьевич, Воронежская область

## Щ
1. Щедрин, Родион Константинович, Омская область
2. Щёлкина, Валентина Кузьминична, Москва
3. Щепетова, Татьяна Ивановна, Владимирская область
4. Щербак, Владимир Николаевич, Краснодарский край

## Э
1. Эннс, Иван Яковлевич, Омская область

## Ю
1. Юганов, Евгений Васильевич, Псковская область
2. Юдаев, Александр Иванович, Башкирская АССР
3. Юдакова, Нина Николаевна, Тамбовская область
4. Юдин, Юрий Алексеевич, Новгородская область
5. Юрасов, Евгений Сергеевич, Калининская область
6. Юрганова, Валентина Дмитриевна, Приморский край
7. Юрецкий, Александр Николаевич, Кировская область
8. Юсупова, Раузалия Магсумовна, Татарская АССР

## Я
1. Яковлев, Борис Павлович, Рязанская область
2. Яковлев, Иван Кириллович, Кировская область
3. Якушев, Виктор Николаевич, Смоленская область
4. Якушенко, Нина Владимировна, Ставропольский край
5. Ялевский, Владлен Данилович, Кемеровская область
6. Янина, Любовь Ивановна, Мордовская АССР
7. Яровой, Иван Михайлович, Новосибирская область
8. Яснов, Михаил Алексеевич, Татарская АССР
9. Ястребов, Иван Павлович, Свердловская область
10. Ятин, Пётр Фёдорович, Ростовская область
11. Яхин, Риза Хажиахметович, Башкирская АССР